# Sociedade Cultural de Angola

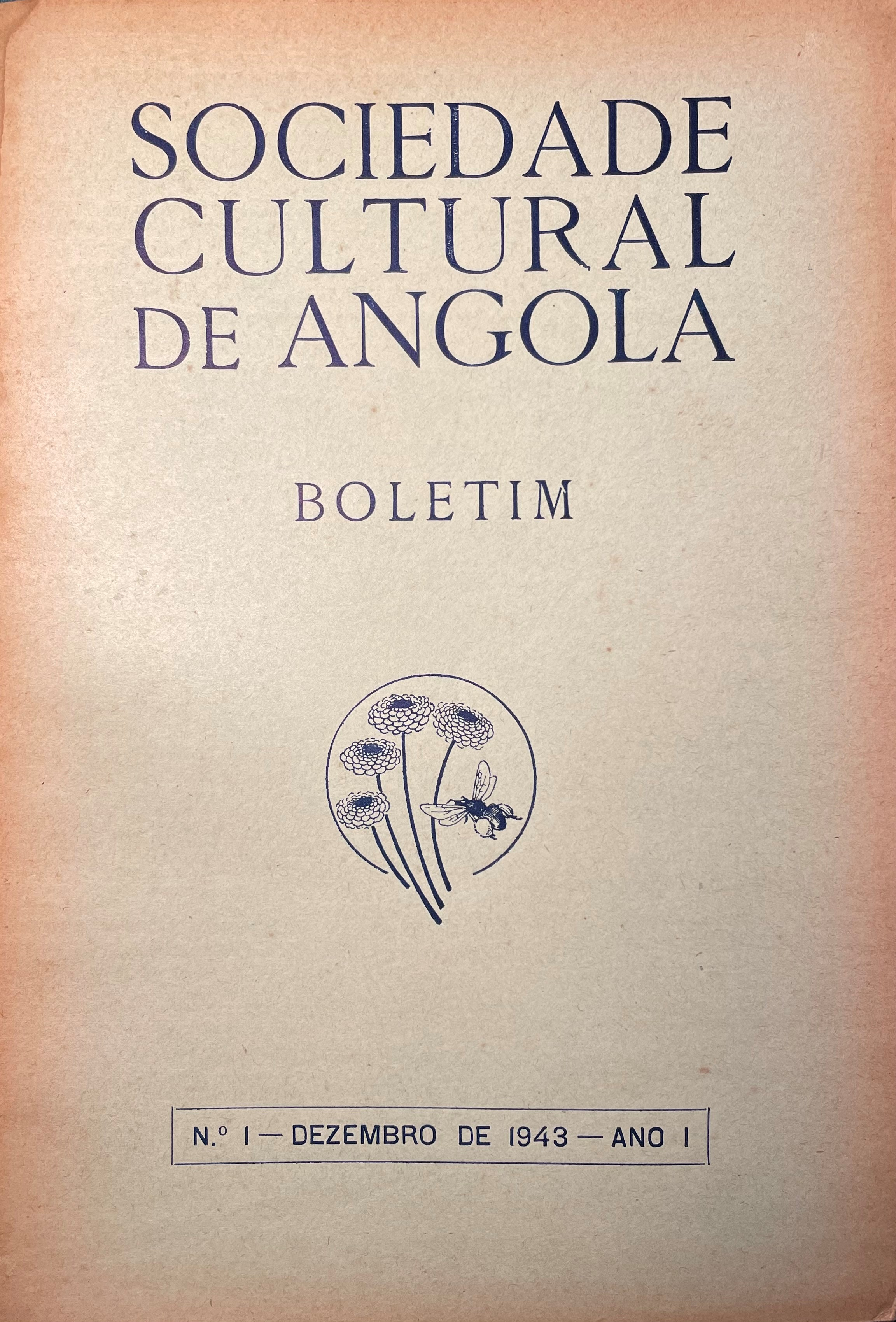
Capa do Boletim nº1 Sociedade Cultural de Angola (1943)

A Sociedade Cultural de Angola foi uma associação cultural fundada em Luanda no ano de 1942 com o objetivo de agregar os valores intelectuais de Angola. Os seus Estatutos visavam “promover o desenvolvimento da educação artística e científica e a realização de manifestações de arte e cultura”.

## História institucional
Em 1942, um grupo de cerca de 30 pessoas interessadas pelo estudo e pelas artes, reuniu-se na Associação dos Empregados do Comércio, em Luanda, decidindo criar a Sociedade Cultural de Angola, após proposta apresentada pelo seu futuro presidente. Tinha como fim a generalização do gosto pelas artes, pelas letras e pelas ciências, em Angola. Entre os participantes encontravam-se o capitão Jorge Figueiredo de Barros, José Costa, cantor lírico, Henrique Gago da Graça, e Casanova Pinto.
Aprovados os Estatutos, em assembleia convocada para o efeito e pelo governo da Província, foi realizada uma Assembleia-Geral para eleição dos seus corpos gerentes, tendo sido eleito para Presidente o capitão Jorge Figueiredo de Barros. 
Foram criadas Secções de Música, Coreografia e Teatro; de Desenho, Pintura e Escultura; de Assuntos Literários e de Assuntos Científicos, e eleitos responsáveis, tendo em vista a organização de concertos e exposições de arte, concursos literários, de ciência e arte; colaboração em eventos culturais e intercâmbio de valores intelectuais nacionais e internacionais; e, ainda, a criação de uma Biblioteca e de uma Escola de Desenho e outra de Música.
A sessão inaugural, realizou-se, no dia 4 de Junho de 1943, no Liceu Salvador Correia “tendo a ela assistido toda a gente de maior representação” e foi presidida pelo Encarregado do Governo Geral, Dr. José Ferreira, Governador do distrito de Luanda, face à impossibilidade do Governador Geral Comandante Álvaro de Freitas Morna que se encontrava na Metrópole. A conferência de abertura esteve a cargo do Dr. Humberto de Avelar, professor do Liceu, seguida de uma exposição de desenhos e pinturas de diversas obras cedidas pelos seus possuidores, entre elas um desenho do pintor Carlos Reis, representando o Rei D. Carlos a Cavalo, organizada pelo Eng. Fernando de Oliveira Mouta.
Foi criada, no mesmo ano, a Escola de Desenho, cujas lições, pro bono, eram dadas, em uma das salas do antigo liceu, pelo professor Reinhold Kuntz, pintor alemão residente em Luanda, antigo professor de uma escola superior de Belas Artes na Alemanha. A única despesa a suportar pelos alunos era a da matrícula, no valor de 5 angolares destinados à compra de papel e outro material de desenho.
No campo das iniciativas musicais, foi organizado numa sala de aula do Colégio-Liceu D. João III, um curso de rudimentos regido pelo mestre da Banda da Companhia Indígena, Francisco Maria Lopes que o dirigia gratuitamente.
Nessa época, como acontecimentos mais relevantes patrocinados pela Sociedade, realizou-se uma exposição de objetos de arte indígena de Angola, pertencentes à coleção de António Gonçalves de Mello, Administrador de Circunscrição. Alguns anos mais tarde, essa coleção foi exposta no Palácio Foz, em Lisboa. Na área da Música, foram, igualmente, patrocinados dois recitais de piano, executados pelo professor Middlaire, do Conservatório de Bruxelas, e outros dois pelo pianista Óscar da Silva, antigo professor do Conservatório do Porto. 
Em Dezembro de 1943, foi lançado o primeiro e único número do Boletim da Sociedade Cultural de Angola.

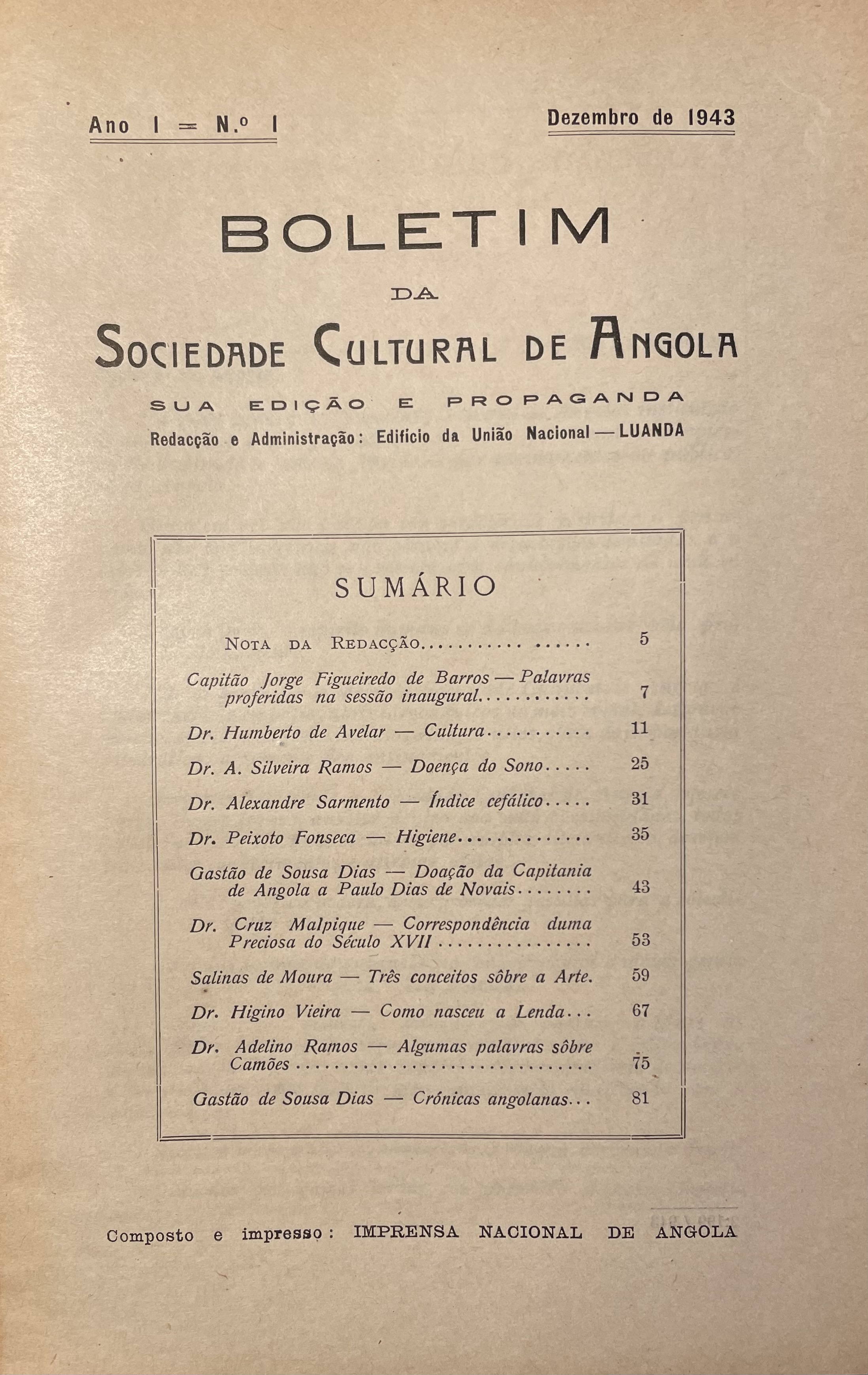
Índice dos artigos publicados no Boletim nº 1 da Sociedade Cultural de Angola (1943)

Em 1945, o capitão Jorge Figueiredo de Barros foi substituído na presidência pelo Dr. Manuel da Cruz Malpique.
Com a descontinuidade do Boletim e como seu sucedâneo, a Sociedade lançou um jornal mensal com o título Cultura, tendo, em 1947, Eugénio Ferreira, futuro presidente da Sociedade até ao seu encerramento, assumido a sua direção.  Deste jornal foram publicados 12 números, entre 1957 e 1960, ano do seu fecho. 
Em 1959, a Sociedade promoveu um Concurso de Artes Plásticas aberto a todos os artistas naturais de Angola e não naturais nela residentes, com exposição dos trabalhos selecionados pelo júri, a realizar em Janeiro de 1960. 
A Sociedade Cultural de Angola foi extinta em 1965 por Portaria do Governo Geral de Angola.

## Primeiros Corpos Gerentes - 1943
Na Assembleia para aprovação dos Estatutos, em 1943, foram eleitos os seus primeiros corpos gerentes:
Assembleia Geral:

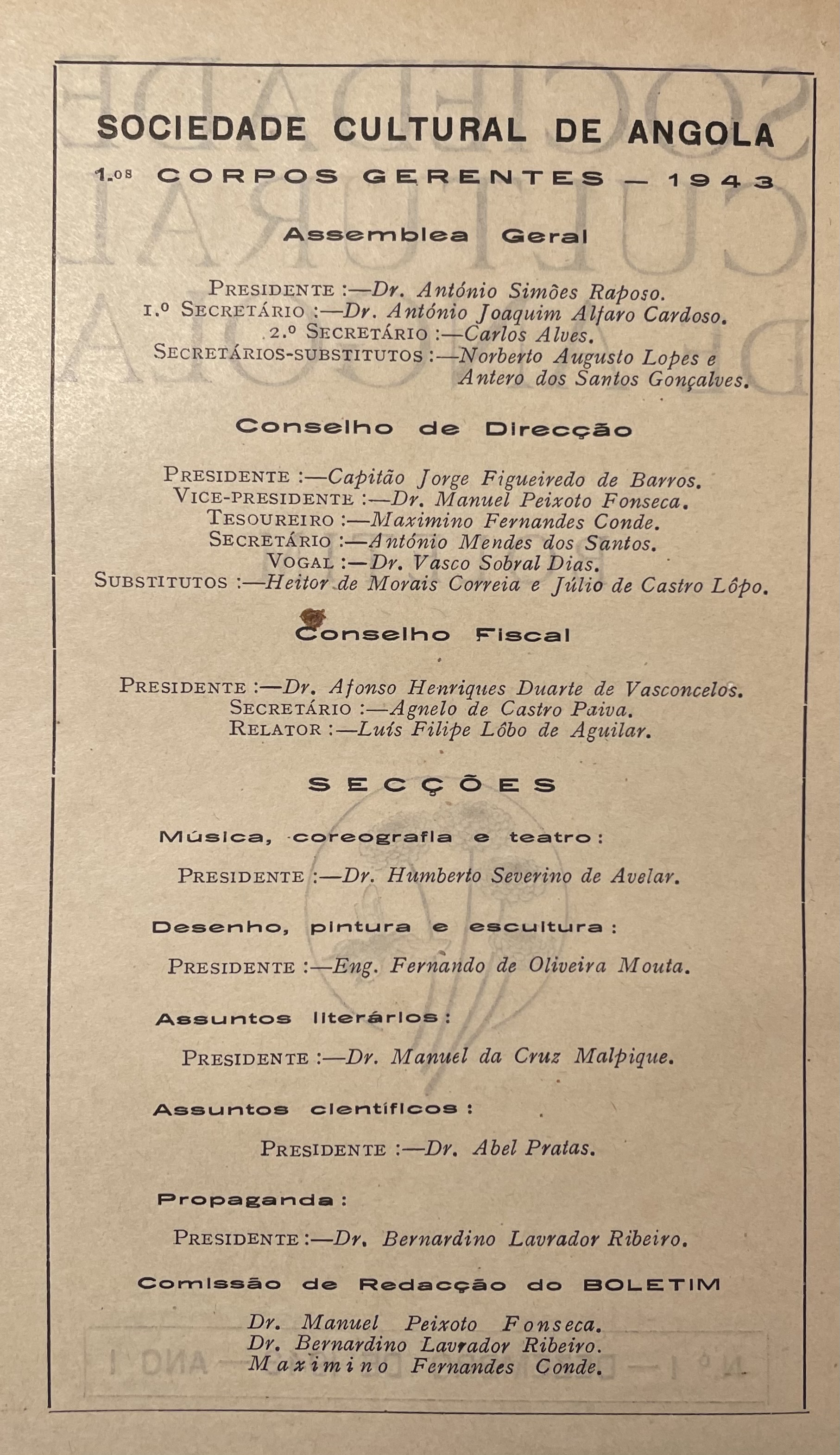
Corpos Gerentes da Sociedade Cultural de Angola (Boletim nº 1 - 1943)

Presidente: Dr. António Simões Raposo.
1º Secretário: Dr. António Joaquim Alfaro Cardoso.
2º Secretário: Carlos Alves.
Secretários-substitutos: Norberto Augusto Lopes e Antero dos Santos Gonçalves.

Conselho de Direcção:
Presidente: Capitão Jorge Figueiredo de Barros.
Vice-Presidente: Dr. Manuel Peixoto Fonseca.
Tesoureiro: Maximino Fernandes Conde.
Secretário: António Mendes dos Santos.
Vogal: Dr. Vasco Sobral Dias.
Substitutos: Heitor de Morais Correia e Júlio de Castro Lopo.

Conselho Fiscal:
Presidente: Dr. Afonso Henriques Duarte de Vasconcelos.
Secretário: Agnelo de Castro Paiva.
Relator: Luís Filipe Lobo de Aguiar.

Secções:
Música, Coreografia e Teatro
Presidente: Dr. Humberto Severino de Avelar.
Desenho, Pintura e Escultura
Presidente: Eng. Fernando de Oliveira Mouta.
Assuntos literários
Presidente: Dr. Manuel da Cruz Malpique.
Assuntos científicos
Presidente: Dr. Abel Pratas.
Comissão de Redacção do Boletim
Dr. Manuel Peixoto Fonseca.
Dr. Bernardino Lavrador Ribeiro.
Maximino Fernandes Conde.